# Jerker Lysell
Jerker Lysell (né le 27 avril 1989 à Bollnäs) est un orienteur suédois de haut niveau. 

## Palmarès

### Championnats du monde
- Médaille de bronze en 2015
- Médaille d'or en 2016

### Jeux mondiaux
- Médaille d'or en 2017 à Wrocław (Pologne) en catégorie Sprint
- Médaille de bronze en 2013 à Cali (Colombie) en catégorie Sprint

### Championnats d'Europe
- Médaille de bronze en 2012
- Médaille d'argent en 2014